# А-100
А-100 «Прем'єр» — російський літак дальнього радіолокаційного виявлення та управління на базі Іл-76 з двигуном ПС-90А. Антенний комплекс буде побудований на базі антени з Активною фазованою решіткою. Постачання в ВПС Росії планувалося почати у 2016 році.

## Характеристика проєкту
Стратегічний літак АВАКС А-100, також відомий як «виріб ПМ», доповнить і потім і замінить літаки А-50 і А-50У. На ньому буде встановлена нова РЛС «Прем'єр», розроблена Концерном Вега, що включає обертову антену РЛС з активним електронним скануванням по вертикалі та механічним скануванням по азимуту. Антена РЛС «Прем'єр» робить один оберт за 5 секунд, що вдвічі швидше, ніж у РЛС «Джміль» літака А-50, а це веде до поліпшення супроводу швидкісних цілей.
Зовні розмір і місце установки утримувачів антени зверху літака не відрізняється від А-50. У носовій частині фюзеляжу над кабіною пілотів, встановлений круглий обтічник, і під ним, ймовірно, знаходиться антена пасивної системи виявлення. Схожа, але спрямована в задню півсферу антена, встановлена в основі кіля. На нинішніх літаках А-50 подібної антени немає. Крім того, додаткові антени з'явилися перед обтічниками основних шасі. Краплеподібні обтічники, розміщені з обох бортів в носовій і кормовій частинах літака, приховують антени комплексу бортової оборони, аналогічно А-50. На А-100 також є обтічник перед центропланом, під яким знаходиться антена супутникового зв'язку.

## Сучасний стан програми
Програма створення літака А-100 стартувала у 2006 році. Прототип А-100 збирається на ТАНТК ім. Берієва в Таганрозі з використанням планера літака А-50. Наступні літаки будуть будуватися на базі військово-транспортного літака Іл-76МД-90А, чиє серійне виробництво розгортається на ВАТ «Авіастар» в Ульяновську. Цей літак оснащений чотирма новим двигунами ПС-90А-76 з тягою по 14 т (на дві тонни більше, ніж у двигунів Д-30КП), має модернізоване БРЕО, а також ряд змін в планері, включаючи легше і посилене крило.
Перший літак для переобладнання і виготовлення А-100 ТАНТК ім. Берієва отримало у 2014 році. За планом рф хотіла розпочати постачання літаків А-100 вже у 2016-2017 роках.
Фахівці Державного льотно-випробувального центру Міноборони РФ в Ахтубінську Астраханській області у 2015 році мали провести випробування першого екземпляру літака.
Але лише 18 листопада 2017 року, з аеродрому ТАНТК ім. Берієва виконав перший політ літак радіолокаційного огляду А-100. А серійне постачання передбачалося розпочати з 2020 року.
Попередні льотні випробування літака А-100 були розпочаті у лютому 2019 року.
10 лютого 2022 року відбувся перший політ комплексу А-100 з вже увімкненим бортовим радіотехнічним комплексом (БРТК).
На початку лютого 2022 року повідомлено, що через санкції накладені на Росію, затримується виконання проєкту.
В 2022 році у РФ офіційно повідомили, що А-100 потрапить у військо не раніше 2024 року. Але станом на травень 2025 року доля проєкту залишається незрозумілою.

## Технічні можливості
За попередніми даними, літак А-100 «Прем'єр» дозволить виявляти бомбардувальники противника на відстані до 900 км, винищувачі — до 600 км. Для наземних цілей у вигляді колон бронетехніки визначається відстань виявлення в 450—500 км. Новий літак, випробування якого заплановані на 2015 рік, здатний супроводжувати вдвічі більше число цілей одночасно, ніж це може робити літак А-50.